# Veracruz (Honduras)
Veracruz é um município de Honduras, localizado no departamento de Copán.